# Jeff Westbrook
Jeff Westbrook est un scénariste et producteur américain principalement connu pour son travail sur les séries télévisées Les Simpson et Futurama.

## Filmographie

### Scénariste

#### Pourles Simpson
| Année | Titre                                  | Titre original                                             | Saison | Épisode | Réalisateur         |
| ----- | -------------------------------------- | ---------------------------------------------------------- | ------ | ------- | ------------------- |
| 2005  | Qui s'y frotte s'y pique               | On a Clear Day I Can't See My Sister                       | 16     | 11      | Bob Anderson        |
| 2006  | Histoires d'eau                        | The Wettest Stories Ever Told                              | 17     | 18      | Mike B. Anderson    |
| 2006  | Kill Gill, volumes 1 et 2              | Kill Gil, Volumes I & II                                   | 18     | 9       | Bob Anderson        |
| 2008  | Tragédie bovine                        | Apocalypse Cow                                             | 19     | 17      | Nancy Kruse         |
| 2009  | Le malheur est dans le prêt            | No Loan Again, Naturally                                   | 20     | 12      | Mark Kirkland       |
| 2009  | Farces et agapes                       | Pranks and Greens                                          | 21     | 6       | Chuck Sheetz        |
| 2011  | La Pêche au Ned                        | The Ned-Liest Catch                                        | 22     | 22      | Chuck Sheetz        |
| 2011  | Homer homme d'affaires                 | The Man in the Blue Flannel Pants                          | 23     | 7       | Steven Dean Moore   |
| 2012  | Les Ned et Edna unis                   | Ned 'n Edna's Blend                                        | 23     | 21      | Chuck Sheetz        |
| 2013  | Simpson Horror Show XXIV               | Treehouse of Horror XXIV                                   | 25     | 2       | Rob Oliver          |
| 2014  | L'Homme qui en voulait trop            | The Man Who Grew Too Much                                  | 25     | 13      | Matthew Schofield   |
| 2014  | Le Naufrage des relations              | The Wreck of the Relationship                              | 26     | 2       | Chuck Sheetz        |
| 2015  | Les Vieux Coucous                      | Let's Go Fly a Coot                                        | 26     | 20      | Chris Clements      |
| 2016  | L'Étrange Noël de Krusty               | The Nightmare After Krustmas                               | 28     | 10      | Rob Oliver          |
| 2017  | Professeur Homer                       | Caper Chase                                                | 28     | 19      | Lance Kramer        |
| 2018  | Une bonne lecture ne reste pas impunie | No Good Read Goes Unpunished                               | 29     | 15      | Mark Kirkland       |
| 2018  | C'est la trentième saison !            | 'Tis the 30th Season                                       | 30     | 10      | Lance Kramer        |
| 2019  | Je te veux (elle est si lourde)        | I Want You (She's So Heavy)                                | 30     | 16      | Steven Dean Moore   |
| 2019  | Bobby, il fait froid dehors            | Bobby, It's Cold Outside                                   | 31     | 10      | Steven Dean Moore   |
| 2020  | Mieux sans Ned                         | Better Off Ned                                             | 31     | 16      | Rob Oliver          |
| 2020  | La Route de Cincinnati                 | The Road to Cincinnati                                     | 32     | 8       | Matthew Nastuk      |
| 2021  | Reine du journal intime                | Diary Queen                                                | 32     | 12      | Matthew Nastuk      |
| 2022  | Les filles veulent s'amuser            | Girls Just Shauna Have Fun                                 | 33     | 19      | Matthew Nastuk      |
| 2023  | Jeu de quilles                         | Pin Gal                                                    | 34     | 17      | Chris Clements      |
| 2023  | Clown contre ministère de l'Éducation  | Clown V. Board of Education                                | 34     | 21      | Lance Kramer        |
| 2023  | Simpson Horror Show XXXIV              | Treehouse of Horror Show XXXIV - Wild Barts Can't Be Token | 35     | 5       | Rob Oliver          |
| 2024  | Chaleur intenable                      | Shoddy Heat                                                | 36     | 4       | Gabriel DeFrancesco |
| 2025  | Full Heart, Empty Pool                 | Full Heart, Empty Pool                                     | 36     | 21      | Chris Clements      |

#### Autre
- 2001-2003 : Futurama (3 épisodes)
- 2004 : Les Décalés du cosmos (1 épisode)
- 2005 : Life on a Stick (1 épisode)

### Producteur
- 2006-2014 : Les Simpson (103 épisodes)